# Джессіка Строуп
Джессіка Строуп (англ. Jessica Stroup) — американська акторка та модель. Відома ролями Ерін Сільвер у серіалі «90210: Нове покоління», Макс Гарді у серіалі «Послідовники» та Джой Мічем у серіалі «Залізний кулак». Вважається «королевою криків», адже знялась у цілій низці фільмів жахів, серед яких: «Випускний», «Смертоносна зграя», «Забута в темряві» та «Пагорби мають очі 2».

## Життєпис
Народилася 23 жовтня 1986 року в місті Андерсон (Південна Кароліна), але дитинство провела у місті Шарлотт (Північна Кароліна). 2004 року закінчила Провіденську середню школу. Переслідуючи акторську кар'єру, вирішила відмовитися від стипендії в Університеті Джорджії. Живе в Лос-Анджелесі, Каліфорнія.

## Кар'єра
Дебютувала 2005 року, виконавши епізодичну роль у ситкомі «Не така». Згодом з'явилася у цілій низці телесеріалів, як-от: «Анатомія Грей», «Дорога в осінь» та «Реальна кров». 2007 року знялася у чотирьох епізодах серіалу «Жнець», де виконала роль колишньої головного героя. Також грала ролі у незалежному кіно, серед яких: «Забута в темряві», «Молитися про ранок», «Смертоносна зграя», «Південна гостинність».
2007 року зіграла роль Ембер, солдатки Національної армії США, у фільмі «Пагорби мають очі 2», де група військових протистоять кровожерним мутантам-канібалам. Фільм є сиквелом фільму «Пагорби мають очі», що у свою чергу є ремейком однойменного фільму 1977 року. Попри негативну оцінку критики, фільм у світовому прокаті все-таки зібрав більше ніж 67 мільйонів доларів. Цього ж року Строуп виконала роль другого плану у фільмі «Різдво».
2008 року ввійшла до головного акторського складу серіалу «90210: Нове покоління», де зіграла старшокласницю Ерін Сільвер. Прем'єра пілотної серії відбулася 2 вересня 2008 року та мала аудиторію у 4,65 мільйонів глядачів. Цього ж року зіграла роль Клер у фільмі «Випускний» та роль Рейчел у фільмі «Інформатори».
У грудні 2009 року MTV.com оголосило про те, що акторка ввійшла до головного акторського складу фільму жахів під назвою «Повернення додому», де розповідається про дівчину, яка викрадає нову дівчину свого колишнього. 2010 року стала лауреаткою премії «Молодий Голлівуд».
2011 року озвучила деяких персонажів у комедійно-сатиричному мультсеріалі «Гріфіни», а 2012 року виконала роль Трейсі, Лоріної (Міла Куніс) подруги по роботі, у фільмі «Третій зайвий».
20 серпня 2013 року стало відомо, що Строуп приєднається до головного акторського складу другого сезону серіалу «Послідовники», де виконує роль Макс, поліціянтки Департаменту поліції Нью-Йорку, а 2017 року з'явилася у серіалі «Залізний кулак», де виконала роль Джой Мічем.

## Фільмографія
| Рік  | Назва                    | Оригінальна назва           | Роль            | Примітки        |
| ---- | ------------------------ | --------------------------- | --------------- | --------------- |
| 2006 | Молитися про ранок       | Pray for Morning            | Ешлі            |                 |
| 2006 | Забута в темряві         | Left in Darkness            | Джастін         |                 |
| 2006 | Школа негідників         | School for Scoundrels       | Дружина Елі     |                 |
| 2006 | Зломлена / Колишній      | Broken                      | Сара            |                 |
| 2007 | Пагорби мають очі 2      | Hills Have Eyes 2           | Ембер           |                 |
| 2007 | Різдво                   | This Christmas              | Сенді Вітфілд   |                 |
| 2007 | Телепатична структура    | Structure H Telepathic      | Еллі            | Короткометражка |
| 2008 | Випускний                | Prom Night                  | Клер            |                 |
| 2008 | Інформатори              | The Informers               | Рейчел          |                 |
| 2009 | Повернення додому        | Homecoming                  | Елізабет Мітчем |                 |
| 2012 | Третій зайвий            | Ted                         | Трейсі          |                 |
| 2016 | Джек Річер: Не відступай | Jack Reacher: Never Go Back | Лейт. Салліван  |                 |

| Рік     | Назва                 | Оригінальна назва | Роль                                   | Примітки                            |
| ------- | --------------------- | ----------------- | -------------------------------------- | ----------------------------------- |
| 2005    | Смертоносна зграя     | Vampire Bats      | Іден                                   | Телефільм                           |
| 2005    | Не така               | Unfabulous        | Фредеріка                              | Епізод: «The Road Trip»             |
| 2006    | Південна гостинність  | Southern Comfort  | Лінді                                  | Пілотна серія                       |
| 2006    | Подруги               | Girlfriends       | Рілі                                   | Епізод: «Oh, Hell Yes: The Seminar» |
| 2006    | Зої 101               | Zoey 101          | Дівчина                                | Епізод: «Lola Likes Chase»          |
| 2007    | Анатомія Грей         | Grey's Anatomy    | Джіліан Міллер                         | Episode: «Great Expectations»       |
| 2007–08 | Жнець                 | Reaper            | Кейді Гансен                           | 4 епізоди                           |
| 2007    | Дорога в осінь        | October Road      | Тейлор                                 | Епізод: «Once Around the Block»     |
| 2008–13 | 90210: Нове покоління | 90210             | Ерін Сільвер                           | 114 епізодів                        |
| 2008    | Реальна кров          | True Blood        | Келлі                                  | Епізод: «Strange Love»              |
| 2011    | Гріфіни               | Family Guy        | Учасниця натовпу (голос) Деніз (голос) | 2 епізоди                           |
| 2014–15 | Послідовники          | The Following     | Макс Гарді                             | 28 епізодів                         |
| 2017    | Ти — найгірший        | You're the Worst  | юна Фей                                | 2 епізоди                           |
| 2017–18 | Залізний кулак        | Iron Fist         | Джой Мічем                             | 23 епізоди                          |